# Raad van Ouden

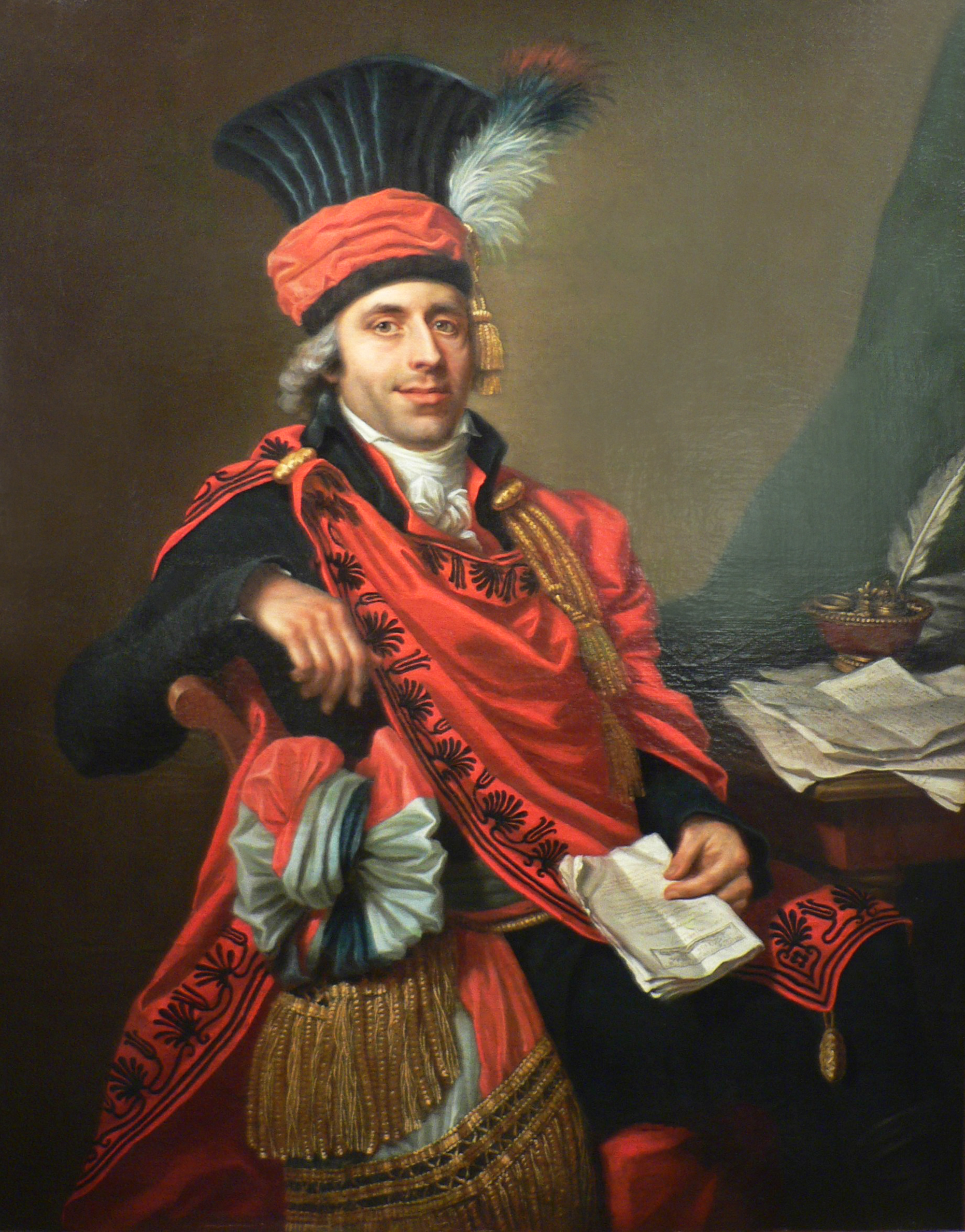
Thomas Bouquerot de Voligny in het volledige uniform van een lid van de Raad van Ouden

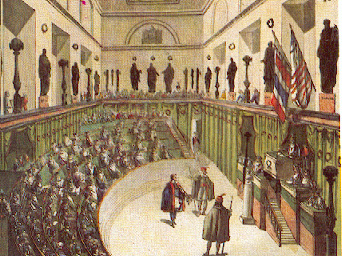
De Raad van Ouden in 1797

De Raad van Ouden (Frans: Conseil des Anciens) was tijdens het Directoire in de tweede helft van de Franse Revolutie het hogerhuis van het Wetgevend Lichaam onder de grondwet van 1795. De Raad zetelde in de Salle des Machines van het Tuilerieënpaleis van 22 augustus 1795 tot 9 november 1799.
Om zich kandidaat te kunnen stellen voor de Raad van Ouden moest men ten minste veertig jaar oud zijn en gehuwd of weduwnaar zijn. Een derde van de leden werd jaarlijks vervangen in een cijnskiesstelsel, tegelijk met een derde van het lagerhuis van het Directoire, de Raad van Vijfhonderd (Conseil des Cinq-Cents). In de praktijk vonden vier verkiezingen plaats: in 1795, 1797, 1798 en 1799.
De 250 leden van de Raad van Ouden konden wetten die voorgesteld waren door de Raad van Vijfhonderd, aanvaarden of verwerpen. Wanneer ze een wetsvoorstel verwierpen, kon het minstens een jaar lang niet opnieuw worden ingediend. Zelf hadden de leden van de Raad van Ouden geen initiatiefrecht. 
Naast het functioneren als wetgevend orgaan, koos de Raad van Ouden ook de leden van het Directoire, die gezamenlijk de uitvoerende macht hadden, uit een lijst die werd voorgedragen door de Vijfhonderd.
De dag na de staatsgreep van 18 brumaire door een driemanschap met Napoleon Bonaparte, op 10 november 1799, was de Raad van Ouden bijeen in de Galerie d'Appolon van het kasteel van Saint-Cloud om de afzetting van het Directoire goed te keuren en de voorlopige consuls aan te stellen. Uit hun midden werd nog een "intermediaire commissie" geselecteerd die de grondwet van 1799 mee goedkeurde, waarin de Raad van Ouden werd opgevolgd door de Sénat conservateur.